# 723
723 (DCCXXIII) var ett normalår som började en fredag i den julianska kalendern.

## Händelser

### Okänt datum
- Nepals huvudstad Katmandu grundläggs.
- Li Chun-feng konstruerar en armillarsfär med tre sfäriska lager för att kunna kalibrera multipla aspekter vid astronomiska observationer.

## Födda
- Cui Ning, kinesisk general.
- Han Huang, kinesisk kansler.

## Avlidna
- Indrechtach mac Muiredaig, kung av Connacht.